# Heinrich Andreas Poersch
Heinrich Andreas Poersch (* 1768; † 1829) war Hofbaumeister in Gotha unter Herzog Emil August von Sachsen-Coburg-Altenburg. Sein Hauptwerk ist das für Herzogin Karoline Amalie von Hessen-Kassel erbaute Winterpalais in Gotha.

## Bauten

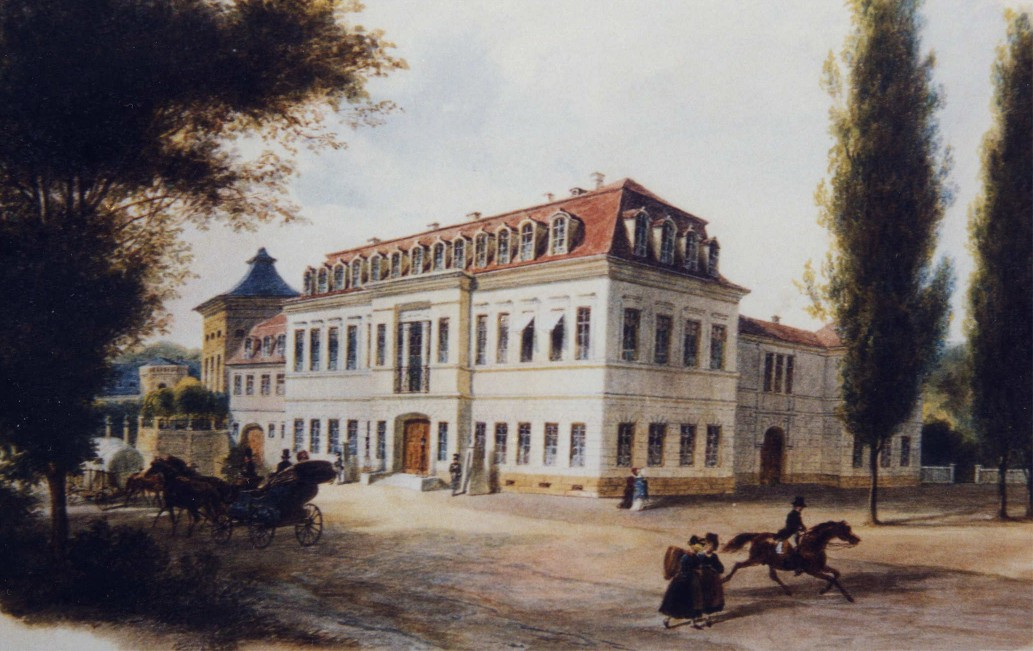
Winterpalais Gotha (Ansicht von Heinrich Justus Schneider 1840)

- Wach- und Zollhaus am Sieblebener Tor in Gotha (1810)
- Candelaber, auf Anregung des Holzfällers Nicolaus Brückner erbautes Bonifatiusdenkmal auf dem Johannisberg von Altenbergen (1811)
- Winterpalais in der Friedrichsstraße in Gotha (1822)